# Classe Hayabusa (torpilleur)
Pour les autres classes de navires du même nom, voir Classe Hayabusa.
La Classe Hayabusa est une classe de torpilleurs de la Marine impériale japonaise construite entre 1900 et 1904 et ayant servi durant la Première Guerre mondiale.

## Service
Tous les navires ont servi durant la Guerre russo-japonaise (1904-1905) et la Bataille de Tsushima, puis durant la Première Guerre mondiale.

Seul le Kiji a été coulé (puis remplacé par le Kiji II). Les quinze autres ont été désarmés entre 1919 et 1923, pour la démolition ou pour devenir des navires auxiliaires.

## Les unités
- Chantiers et Ateliers Augustin Normand : Hayabusa, Kasasagi, Manazuru et Chidori
- Arsenal naval de Kure : Kari, Aotoka, Hato, Tsubame, Hibari, Kiji (miné à Port Arthur), Kiji II (reconstruit en remplacement)), Sagi, Uzura et Kamome
- Chantier Kawasaki à Kobe : Hashitaka et Otori